# Niklas Bäckström
Niklas Bäckström (ur. 13 lutego 1978 w Helsinkach) – fiński hokeista, reprezentant Finlandii, dwukrotny olimpijczyk, trener.

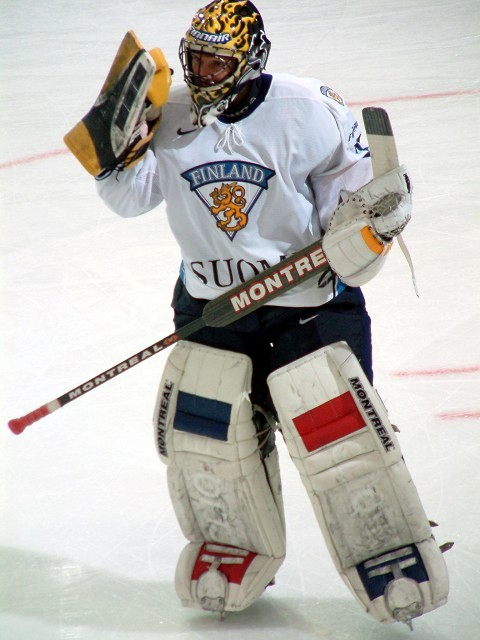
Niklas Bäckström w barwach Finlandii (2005)

## Kariera
- HIFK U16 (2003-2004)
- HIFK U18 (2004-2006)
- HIFK U20 (2006-2009)
  -  PiTa (1996/1997)
  -  Hermes (1997/1998)
- HIFK (1996–2000)
  -  FPS (1999-2000)
- SaiPa (2000–2001)
- AIK (2001–2002)
- Kärpät (2002–2006)
- Minnesota Wild (2006–2016)
- Calgary Flames (2016)
- HIFK (2016-2018)
- Tappara (2018-2019)

Wychowanek klubu HIFK. Od 2006 zawodnik klubu Minnesota Wild. W marcu 2009 przedłużył kontrakt z klubem o cztery lata. We wrześniu 2012 na okres lokautu w sezonie NHL (2012/2013) związał się kontraktem z klubem Dynama Mińsk, jednak już na początku sezonu KHL (2012/2013) doznał kontuzji. Z tego powodu nie rozegrał w barwach białoruskiego klubu ani jednego meczu, powrócił do klubu Minnesota, a w jego miejsce w klubie z Mińska został zatrudniony jego rodak Pekka Rinne. W czerwcu 2013 przedłużył kontrakt z Wild o trzy lata. Od końca lutego 2016 zawodnik Calgary Flames. Od czerwca 2016 ponownie zawodnik HIFK. W maju 2018, w wieku 40 lat, przeszedł do klubu Tappara z Tampere.
Uczestniczył w turniejach mistrzostw świata w 2005, 2006, 2008, 2016 oraz zimowych igrzysk olimpijskich 2006, 2010.
Po zakończeniu kariery w lipcu 2019 został ogłoszony trenerem rozwoju bramkarzy w Columbus Blue Jackets.

## Sukcesy
Reprezentacyjne
- Złoty medal mistrzostw świata juniorów do lat 20: 1998
- Srebrny medal igrzysk olimpijskich: 2006
- Brązowy medal mistrzostw świata: 2006, 2008
- Brązowy medal igrzysk olimpijskich: 2010
- Srebrny medal mistrzostw świata: 2016

Klubowe
- Złoty medal mistrzostw Finlandii: 2004, 2005 z Kärpät
- Srebrny medal mistrzostw Finlandii: 1999 z HIFK, 2003 z Kärpät
- Brązowy medal mistrzostw Finlandii: 2006 z Kärpät

Indywidualne
- SM-liiga 2003/2004:
  - Pierwsze miejsce w klasyfikacji skuteczności interwencji bramkarzy w sezonie zasadniczym: 93,6%
  - Trofeum Urpo Ylönena – najlepszy bramkarz sezonu
  - Trofeum Jariego Kurri – najlepszy zawodnik w fazie play-off
  - Skład gwiazd
- SM-liiga 2004/2005:
  - Trofeum Urpo Ylönena – najlepszy bramkarz sezonu
  - Trofeum Jariego Kurri – najlepszy zawodnik w fazie play-off
  - Skład gwiazd
- Puchar Mistrzów IIHF 2005:
  - Pierwsze miejsce w klasyfikacji skuteczności interwencji bramkarzy turnieju: 94,12%
  - Pierwsze miejsce w klasyfikacji średniej goli straconych na mecz bramkarzy turnieju: 1,89
  - Skład gwiazd turnieju
  - Najlepszy bramkarz turnieju
- Hokej na lodzie na Zimowych Igrzyskach Olimpijskich 2006:
  - Pierwsze miejsce w klasyfikacji średniej goli straconych na mecz bramkarzy turnieju: 1,68
- NHL (2006/2007):
  - William M. Jennings Trophy
  - Roger Crozier Saving Grace Award
  - Pierwsze miejsce w klasyfikacji skuteczności interwencji bramkarzy w sezonie zasadniczym: 92,9%
- Mistrzostwa Świata w Hokeju na Lodzie 2008/Elita:
  - Jeden z trzech najlepszych zawodników reprezentacji
- NHL (2008/2009):
  - NHL All-Star Game